# Амбелен, Робер
Робер Амбелен (фр. Robert Ambelain; 2 сентября 1907, XII округ Парижа, Париж — 27 мая 1997, XIV округ Парижа, Париж) — французский мартинист, эзотерик и оккультист, специалист по магии, теургии и астрологии. Писатель, историк, член Всемирной ассоциации франкоязычных писателей (l’Association des écrivains de langue française). Он является автором более 42 работ, некоторые были выпущены под псевдонимом Аурифер (фр. Aurifer) — его посвятительным именем в степени мартинистского посвящения «высшего неизвестного» (S::I:: — Supèrieur Inconnu).

## Биография
Робер Амбелен родился в обычной французской католической семье. Он получил традиционное образование и в возрасте 16 лет он устроился на работу чертёжником в компанию Файв Лиль в службу мостов. Будучи юношей любознательным от природы, Амбелен часто наведывался в национальные библиотеки и там открыл для себя труды Фулканелли и Мартинеса де Паскуалиса. В те годы он начал серьезно интересоваться эзотерикой. Особенно его увлекала астрология. Между 1937 и 1942 годами вышел в свет его «Трактат об эзотерической астрологии» в трёх томах. Работал также и в других направлениях интеллектуальных исследований эзотерических наук. И в это же время были опубликованы его работы по геомантии и талисманной магии: «Магическая геомантия» (1940) и «Практическая талисманная магия» (1949).
В течение многих лет он сотрудничал с еженедельником под редакцией Маризы Шуази и читал лекции в «эзотерическом колледже» мадам Борди. Здесь он познакомился с великим мастером Шевийоном, а также с масонами устава Мемфис-Мицраим, занимавшихся эзотерикой и оккультизмом. 24 марта 1939 года в ложе «Иерусалим на египетских долинах», возглавляемой Шевийоном, он был посвящён в степень ученика устава Мемфис-Мицраим. Примерно в это же время была издана его работа «В тени храма», которая была посвящена исследованию архитектурной символики Собора Парижской Богоматери.
Мобилизовавшись в 1939 году, он ушел в лотарингские леса, где был схвачен немцами и заключён под стражу. На тайном собрании в лагере Эпиналя, Амбелен заочно был посвящён в масонские степени подмастерья и мастера. Затем обе эти степени были подтверждены Лагрезом.
Амбелена освободили в сентябре 1940 года. Поскольку во время войны все мосты Франции были разрушены, чтобы сдержать наступление врага, его направили работать под наблюдением в Службу мостов и регулярно ходить отмечаться в полицию. В условиях оккупации на Амбелена, который ещё в 1932 году был посвящён в степень высшего неизвестного Анри Месляном, легла обязанность хранить в тайне деятельность устава. Как известно, Констан Шевийон, бежавший в Лилль, был схвачен полицией и казнён в 1944 году.
Было организовано масонское сопротивление оккупации. С помощью своей супруги Амбелен на ручной тачке перевез свою библиотеку. На его квартире два раза в месяц проходили собрания ложи «Александрия Египетская». Несмотря на преследования со стороны оккупантов, в течение 4 лет члены ложи присутствовали на собраниях и вели работы. Находясь на подпольном положении, он также проводил и мартинистские посвящения. Будучи посвящён в мартинисты в 1939 году, он, уже во время оккупации, был допущен в Орден избранных коэнов, где получил степень Reau Сroix resurge.

## Деятельность
Видный французский оккультист, маг и астролог, член Французской академии, великий иерофант Древнего и изначального устава Мемфис-Мицраим.
После окончания войны, в 1946 году он был рукоположён в сан епископа Вселенской гностической церкви под именем Тау Робер. Будучи основателем апостолической гностической церкви, он стал патриархом Вселенской гностической церкви в 1969 году под именем Тау Жан III, а через несколько лет стал великим международным мастером устава Мемфис-Мицраим. Скончался Амбелен в 1997 году в возрасте 89 лет.

## Творчество
Кроме астрологии и символизма, Амбелен интересовался также христианским гнозисом, изучая его соотношения с каббалой. Каббалу Амбелен считал инициатическим путём западного христианства, основанном на иудейской и христианской традициях. Его исследованиям в области каббалы посвящены такие его работы, как «Практическая каббала» (1951) и «Гностическое определение демиурга» (1959), где он, в частности рассматривает малоизученные аспекты древних гностических текстов.
Уже в книге «Алый Бог Адам» он ставит вопрос о вере, как о порочном круге для историков и учёных, а также интересуется происхождением иудейских и христианских догм, которые он считает рядом легенд и мифов.
Будучи также посвящён в 1945 году Жоржем Лагрезом в Восточный орден Розы и Креста, Амбелен публикует несколько работ, посвящённых доктринам розенкрейцеров: «Тамплиеры и Розенкрейцеры» (1955), где он пишет о сохранении ордена храмовников в традициях розенкрейцеров; «Аббат Джулио, его жизнь и творчество. Его доктрина» (1962), «Молитвенник Розы и Креста» (1964) — тайный ключ к эзотерическим молитвам, со всеми необходимыми ритуалами, приводящими их в действие, а также «Духовная алхимия: внутренний путь» (1961) — мистическая и оккультная дисциплина, позволяющая даже тем, кто не вступил на путь посвящений, работать над собственной реинтеграцией.
Будучи убеждённым в том, что история никогда не бывает полностью достоверной, а предубеждения порой гораздо убедительнее фактов в силу весьма материальных причин, он публикует исторический роман «Беренис, или Колдовство Берита» (1976), а также ряд исторических исследований: «Преступления и государственные секреты (1785—1830)» (1980), «Драмы и секреты истории (1306—1643)» (1981, издавалась на русском языке с тем же названием), «Секрет Бонапарта» (1989), «Чёрные арканы гитлеризма (1848—1945)» (1990) и другие.
Он продолжал также и свои исследования в области оккультных наук: «Магический кристалл, или Магия Jehan Tritheme» (1962), «Вампиризм от легенды к реальности» (1977), «Арабская геомантия» (1984), «Китайская геомантия» (1991).

## Книги на русском языке
На русском языке из книг Робера Амбелена выходили:
- «Драмы и секреты истории»[1],
- «Иисус или смертельная тайна тамплиеров»[2] — версия Амбелена о том, что Иисус Христос был старшим сыном одного из наиболее значимых вождей социально-политического и религиозно-эсхатологического течения зелотов Иуды из Гамалы. После казни Иисус не воскрес, а его тело было перевезено в Самарию и захоронено в Себастии[англ.] в гробнице, которую в августе 362 года вскрыл и сжёг кости последний языческий (неоплатонический) император Рима Юлиан Отступник.
- В русское издание книги Дома Мартинеса де Паскуалиса «Трактат о реинтеграции существ в их первоначальных качествах и силах, духовных и божественных» вошла его работа, называющаяся «Обряд завета», воссозданный им на основе документов Ордена Избранных Коэнов Дома Мартинеса, и на теургических и каббалистических изысканиях самого Амбелена.